# Аблаев, Николай Семёнович
Николай Семёнович Аблаев (род. 1942 год) — буровой мастер Нефтегорского управления разведочного бурения производственного объединения «Куйбышевнефть», Куйбышевская область. Герой Социалистического Труда (1985).
В 1962 году окончил Сызранский нефтяной техникум. С 1962 года — рабочий, бурильщик, буровой мастер Нефтегорского управления разведочного бурения объединения «Куйбышевнефть».
Досрочно выполнил производственные задания Одиннадцатой пятилетки (1981—1985) и свои личные социалистические обязательства по добыче нефти и газа. Указом Президиума Верховного Совета СССР от 18 сентября 1985 удостоен звания Героя Социалистического Труда с вручением ордена Ленина и золотой медали «Серп и Молот».
Позднее был директором глинозёмного завода.
Награды
- Орден Ленина — дважды
- Почётный гражданин Нефтегорска Самарской области[1]